# Соглашение мэров
«Соглашение мэров» — массовое движение местных и региональных властей, объединенных добровольным обязательством развивать на своих территориях политику на основе принципов устойчивой энергетики. Подписывая Соглашение мэров, местные власти обязуются обеспечить к 2020 году ощутимое сокращение выбросов CO2 путём повышения энергетической эффективности и инвестиций в возобновляемые источники энергии.
Инициатива Соглашение мэров запущена Европейской комиссией в 2008 году в порядке одобрения и поддержки усилий местных властей в рамках достижения целей Европейского союза в сфере охраны климата и энергетики. Впоследствии подход и метод, воплощенные в Соглашении, нашли отклик за пределами ЕС, и к Соглашению стали присоединяться новые подписанты в лице и таких дальних стран, как Аргентина или Новая Зеландия.
Соглашение мэров рассматривается институтами Европейского союза как беспрецедентная модель широкого движения и многоуровневого управления, вовлекающего институции и учреждения на местном, региональном и национальном уровнях для достижения общих целей в сфере климата и энергетики.

## Подписанты Соглашения мэров
Местные власти всех уровней — от деревушек до столичных городов и мегаполисов — могут присоединяться к Соглашению мэров на правах подписантов.
Крупным и мелким городам, и прочим городским территориям отводится ведущая роль в процессе смягчения последствий изменения климата, поскольку именно они потребляют три четверти энергоресурсов, производимых в Европейском союзе. Сегодня более 70 % объема выбросов CO2 по всему миру приходится на города. К тому же местные власти имеют все возможности для изменения поведения граждан на вверенных им территориях и всестороннего решения вопросов, связанных с изменением климата и потреблением энергии, в частности, путём гармонизации общественных и частных интересов, и включения задач в сфере устойчивой энергетики в широкий контекст местного развития.
Присоединение к Соглашению мэров дает местным властям возможность формировать устойчивую среду обитания в экологическом, социальном и экономическом аспектах, на благо местных жителей, закреплять успех мероприятий по сокращению объема выбросов CO2, проводимых на своей территории, а также пользоваться преимуществами европейской поддержки, признания и передовых методов.

## Официальные обязательства
Предмет Соглашения мэров выходит далеко за рамки простой констатации намерений. Для выполнения целей самостоятельно разработанного плана снижения выбросов СО2 подписанты обязуются отчитываться о проведённых мероприятиях, а также принимать во внимание результаты их мониторинга. В установленные временные рамки они обязуются выполнять следующее:
- подготовить инвентаризацию базовых выбросов, разработать и принять на местную программу развития устойчивой энергетики;
- создать соответствующие административные структуры, в том числе предоставить человеческие ресурсы, необходимые для реализации мероприятий в рамках принятой местной программы;
- представить в течение года после официального присоединения к инициативе Соглашения мэров, План действий по устойчивой энергии, который должен предусматривать конкретные меры по сокращению объема выбросов СО2 к 2020 году, не менее чем на 20 % в сравнении с выбранным базовым годом;
- представлять не реже чем раз в два года, после представления своего плана действий по устойчивой энергии, отчет о реализации c целью оценки, мониторинга и проверки.

В целях обеспечения потребности в развитии собственного управленческого потенциала в сфере энергетики и мобилизации местных субъектов инициативы в рамках разработки планов действий по устойчивой энергии, подписанты также обязуются:
- обмениваться опытом и ноу-хау с представителями местных властей из других регионов;
- организовывать на местах Дни энергии с целью просвещения населения в вопросах устойчивого развития и энергоэффективности;
- принимать участие или помогать в проведении ежегодной церемонии Соглашения мэров, тематических семинаров и встреч дискуссионных групп;
- распространять информацию о Соглашении, выступая на подходящих для этого площадках, и, в частности, поощрять и содействовать присоединению других мэров к Соглашению.

## Планы действий по устойчивой энергии
Для выполнения и перевыполнения масштабных задач в сфере энергетики и охраны климата подписанты Соглашения мэров обязуются в течение года с момента присоединения к инициативе разработать План действий по устойчивой энергии (ПДУЭ). Такой план действий, утверждаемый муниципальным советом, содержит общее описание мероприятий и мер, которые предусматриваются подписантами с целью исполнения взятых ими на себя обязательств, устанавливает сроки исполнения и распределяет обязанности.
Разнообразные технические и методические вспомогательные материалы (в том числе «Справочник по ПДУЭ» и шаблон Плана, доклады по имеющимся методикам и инструментам и т. п.) служат практическим руководством и источником ясных рекомендаций в отношении всего процесса разработки ПДУЭ. Опирающийся на практический опыт местных властей и разработанный в тесном сотрудничестве с Совместным исследовательским центром Европейской комиссии, этот комплект вспомогательных материалов знакомит подписантов Соглашения с базовыми принципами и четко прописанным пошаговым подходом. Все документы можно загрузить из библиотеки веб-сайта www.eumayors.eu (www.soglasheniemerov.eu).

## Координация и поддержка

### Координаторы и сторонники Соглашения
Подписанты Соглашения не всегда располагают достаточными ресурсами (организационной структурой, специалистами, финансовыми средствами, базами данных, статистическими данными, методиками, инструментами и прочими ресурсами) для подготовки Инвентаризации базовых выбросов, разработки местной политики в сфере устойчивой энергетики, составления проекта Плана действий по устойчивой энергии, финансирования предусмотренных таким планом мероприятий и мониторинга результатов его реализации. В свете сказанного, национальным органам, провинциям, регионам, сетевым объединениям и группам муниципалитетов, а также источникам финансирования отводится решающая роль в деле содействия подписантам в исполнении ими взятых на себя обязательств.
Координаторами Соглашения являются государственные органы различных уровней власти (национальные, региональные, местные), осуществляющие стратегическое руководство деятельностью подписантов, а также оказывающие финансовую и техническую поддержку в ходе разработки и реализации последними Планов действий по устойчивой энергии. Комиссия проводит различие между «Территориальными координаторами», представляющими собой административно-территориальные децентрализованные органы власти, в том числе местные, региональные власти, и «Национальными координаторами», к числу которых относятся национальные государственные органы, такие как национальные энергетические агентства и министерства, отвечающие за развитие энергетики на местах.
Сторонниками Соглашения являются международные, национальные и региональные сети и объединения местных органов власти, которые, осуществляя мероприятия по лоббированию, информационному обмену и установлению контактов, содействуют реализации инициативы, воплощенной в Соглашении мэров, и оказывают поддержку его подписантам в деле исполнения взятых на себя последними обязательств.

### Офис Соглашения мэров
Офис Соглашения мэров ежедневно оказывает информационно-пропагандистскую, техническую и административную поддержку подписантам Соглашения и заинтересованным лицам. И хотя его главный секретариат находится в Брюсселе (Бельгия), в 2011 году, для содействия местным властям из Восточных стран-партнеров в рамках Политики соседства ЕС, открыты два новых отделения: во Львове (Украина) и в Тбилиси (Грузия).
Управление секретариатом в Брюсселе и отделениями во Львове и Тбилиси осуществляется консорциумом сетей местных и региональных властей также национальных органов. Офис Соглашения мэров в Брюсселе отвечает за общую координацию инициативы.

### Институты Европейского союза
В порядке содействия процессам разработки и реализации подписантами Планов действий по устойчивой энергии Европейская комиссия внесла свой вклад в создание финансовых механизмов, предназначенных специально для оказания помощи подписантам Соглашения мэров; к таким механизмам относится инициатива «Европейское содействие местным проектам в области энергетики» (ELENA), организованная совместно с Европейским инвестиционным банком для реализации крупномасштабных проектов, и объединение ELENA-KfW, которое, будучи созданным в сотрудничестве с Немецкой банковской группой KfW, предлагает основанный на принципе дополнительности подход к мобилизации устойчивых инвестиций, осуществляемых европейскими муниципалитетами небольшого и среднего размеров. В рамках инициативы ELENA-East, запуск которой запланирован на ближайшее будущее, аналогичное содействие будет оказываться подписантам с Украины, из Молдовы, Грузии, Армении и Азербайджана.
Помимо Европейской комиссии, Соглашение широко поддерживают и другие учреждения, в том числе Комитет регионов, который оказывал поддержку инициативе с момента её запуска, Европейский парламент, в котором проводились ежегодные собрания подписантов Соглашения и церемония его подписания, а также Европейский инвестиционный банк, который содействует местным властям в раскрытии их инвестиционного потенциала.

### Совместный исследовательский центр
Совместный исследовательский центр Европейской комиссии отвечает за оказание научно-технической поддержки инициативе. Он тесно сотрудничает с офисами Соглашения мэров в порядке обеспечения подписантов четкими техническими руководствами и шаблонами, с помощью которых они смогут исполнять свои обязательства по Соглашению мэров, а также осуществлять мониторинг реализации своих замыслов и получаемых результатов.